# Tour de France 2003
Die 90. Tour de France wurde vom 5. bis zum 27. Juli 2003 in 20 Etappen auf insgesamt 3427 km ausgetragen.
Es nahmen 198 Rennfahrer an der Rundfahrt teil, von denen 147 klassifiziert wurden. Es gewann Lance Armstrong knapp vor Jan Ullrich. Alexander Winokurow wurde Dritter, Tyler Hamilton Vierter und Haimar Zubeldia Fünfter, noch vor seinem Kapitän Iban Mayo, der Sechster wurde.
Am 22. Oktober 2012 verkündete der Radsportweltverband UCI die Streichung aller Titel Armstrongs seit dem 1. August 1998, darunter auch alle Tour-de-France-Erfolge des Amerikaners. Nachrücker auf den ersten Platz wurden nicht eingesetzt.

## 100 Jahre Tour
Anlässlich des 100-jährigen Jubiläums der Tour lehnte sich die Strecke an die der erstmaligen Austragung 1903 an: Die Tour de France begann und endete wie hundert Jahre zuvor in Paris, und auch die anderen fünf Etappenstädte der ersten Tour der Geschichte (Lyon, Marseille, Toulouse, Bordeaux und Nantes) wurden besucht. Die Jubiläumsrundfahrt hatte ausschließlich französische Etappenorte; einziger Abstecher ins Ausland war die Passage des Col du Portillon auf der 14. Etappe.
Pepe Danquart begleitete die Radprofis Erik Zabel und Rolf Aldag während der Rundfahrt für seinen Dokumentarfilm Höllentour.

## Favoriten
Die französische Sportzeitung L’Équipe, Veranstalterin der Tour de France, vergab traditionell vor Beginn des Rennens Sterne, um die Favoriten zu markieren. Der bis dahin viermalige Tour-de-France-Sieger Lance Armstrong bekam als Topfavorit fünf Sterne. Danach folgten Giro-d’Italia-Sieger Gilberto Simoni (vier Sterne) sowie Jan Ullrich, Joseba Beloki und Santiago Botero (je drei Sterne).

## Etappen
| Etappen    | Tag      | Start – Ziel                        | km         | Etappensieger       | Gelbes Trikot      |
| ---------- | -------- | ----------------------------------- | ---------- | ------------------- | ------------------ |
| Prolog     | 5. Juli  | Paris – Paris                       | 06,5 (EZF) | Bradley McGee       | Bradley McGee      |
| 1. Etappe  | 6. Juli  | Saint-Denis – Meaux                 | 168        | Alessandro Petacchi | Bradley McGee      |
| 2. Etappe  | 7. Juli  | La Ferté-sous-Jouarre – Sedan       | 204,5      | Baden Cooke         | Bradley McGee      |
| 3. Etappe  | 8. Juli  | Charleville-Mézières – Saint-Dizier | 167,5      | Alessandro Petacchi | Jean-Patrick Nazon |
| 4. Etappe  | 9. Juli  | Joinville – Saint-Dizier            | 069 (MZF)  | US Postal           | Víctor Hugo Peña   |
| 5. Etappe  | 10. Juli | Troyes – Nevers                     | 196,5      | Alessandro Petacchi | Víctor Hugo Peña   |
| 6. Etappe  | 11. Juli | Nevers – Lyon                       | 230        | Alessandro Petacchi | Víctor Hugo Peña   |
| 7. Etappe  | 12. Juli | Lyon – Morzine                      | 230,5      | Richard Virenque    | Richard Virenque   |
| 8. Etappe  | 13. Juli | Sallanches – Alpe d’Huez            | 219        | Iban Mayo           | Lance Armstrong    |
| 9. Etappe  | 14. Juli | Le Bourg-d’Oisans – Gap             | 184,5      | Alexander Winokurow | Lance Armstrong    |
| 10. Etappe | 15. Juli | Gap – Marseille                     | 219,5      | Jakob Piil          | Lance Armstrong    |
| Ruhetag    |          |                                     |            |                     |                    |
| 11. Etappe | 17. Juli | Narbonne – Toulouse                 | 153,5      | Juan Antonio Flecha | Lance Armstrong    |
| 12. Etappe | 18. Juli | Gaillac – Cap’Découverte            | 047 (EZF)  | Jan Ullrich         | Lance Armstrong    |
| 13. Etappe | 19. Juli | Toulouse – Ax-3 Domaines            | 197,5      | Carlos Sastre       | Lance Armstrong    |
| 14. Etappe | 20. Juli | Saint-Girons – Loudenvielle         | 191,5      | Gilberto Simoni     | Lance Armstrong    |
| 15. Etappe | 21. Juli | Bagnères-de-Bigorre – Luz-Ardiden   | 159,5      | Lance Armstrong     | Lance Armstrong    |
| Ruhetag    |          |                                     |            |                     |                    |
| 16. Etappe | 23. Juli | Pau – Bayonne                       | 197,5      | Tyler Hamilton      | Lance Armstrong    |
| 17. Etappe | 24. Juli | Dax – Bordeaux                      | 181        | Servais Knaven      | Lance Armstrong    |
| 18. Etappe | 25. Juli | Bordeaux – Saint-Maixent-l’École    | 202,5      | Pablo Lastras       | Lance Armstrong    |
| 19. Etappe | 26. Juli | Pornic – Nantes                     | 049 (EZF)  | David Millar        | Lance Armstrong    |
| 20. Etappe | 27. Juli | Ville-d’Avray – Paris               | 152        | Jean-Patrick Nazon  | Lance Armstrong    |

Details zu den einzelnen Etappen

## Wertungstrikots im Tourverlauf
Die Tabelle zeigt den Führenden in der jeweiligen Wertung zu Beginn der jeweiligen Etappe an.
| Etappe      | Gelbes Trikot      | Grünes Trikot       | Gepunktetes Trikot | Weißes Trikot   | Teamwertung            |
| ----------- | ------------------ | ------------------- | ------------------ | --------------- | ---------------------- |
| 01. Etappe  | Bradley McGee      | Bradley McGee       | nicht vergeben     | Wladimir Karpez | US Postal              |
| 02. Etappe  | Bradley McGee      | Robbie McEwen       | Christophe Mengin  | Andy Flickinger | US Postal              |
| 03. Etappe  | Bradley McGee      | Robbie McEwen       | Christophe Mengin  | Baden Cooke     | US Postal              |
| 04. Etappe  | Jean-Patrick Nazon | Robbie McEwen       | Christophe Mengin  | Baden Cooke     | US Postal              |
| 05. Etappe  | Víctor Hugo Peña   | Robbie McEwen       | Christophe Mengin  | Wladimir Karpez | US Postal              |
| 06. Etappe  | Víctor Hugo Peña   | Robbie McEwen       | Frédéric Finot     | Wladimir Karpez | US Postal              |
| 07. Etappe  | Víctor Hugo Peña   | Alessandro Petacchi | Christophe Mengin  | Wladimir Karpez | US Postal              |
| 08. Etappe  | Richard Virenque   | Baden Cooke         | Richard Virenque   | Denis Menschow  | Quick Step - Davitamon |
| 09. Etappe  | Lance Armstrong    | Baden Cooke         | Richard Virenque   | Denis Menschow  | Euskaltel Euskadi      |
| 010. Etappe | Lance Armstrong    | Baden Cooke         | Richard Virenque   | Denis Menschow  | Euskaltel Euskadi      |
| 11. Etappe  | Lance Armstrong    | Baden Cooke         | Richard Virenque   | Denis Menschow  | Team CSC               |
| 12. Etappe  | Lance Armstrong    | Baden Cooke         | Richard Virenque   | Denis Menschow  | Team CSC               |
| 13. Etappe  | Lance Armstrong    | Baden Cooke         | Richard Virenque   | Denis Menschow  | IBanesto.com           |
| 14. Etappe  | Lance Armstrong    | Baden Cooke         | Richard Virenque   | Denis Menschow  | Team CSC               |
| 15. Etappe  | Lance Armstrong    | Baden Cooke         | Richard Virenque   | Denis Menschow  | Team CSC               |
| 16. Etappe  | Lance Armstrong    | Baden Cooke         | Richard Virenque   | Denis Menschow  | Team CSC               |
| 17. Etappe  | Lance Armstrong    | Baden Cooke         | Richard Virenque   | Denis Menschow  | Team CSC               |
| 18. Etappe  | Lance Armstrong    | Baden Cooke         | Richard Virenque   | Denis Menschow  | Team CSC               |
| 19. Etappe  | Lance Armstrong    | Robbie McEwen       | Richard Virenque   | Denis Menschow  | Team CSC               |
| 20. Etappe  | Lance Armstrong    | Robbie McEwen       | Richard Virenque   | Denis Menschow  | Team CSC               |
| Sieger      | Lance Armstrong    | Baden Cooke         | Richard Virenque   | Denis Menschow  | Team CSC               |

## Ergebnisse

### Gesamtwertung
| \| Gesamtwertung \| Gesamtwertung \| Gesamtwertung \| Gesamtwertung \| Gesamtwertung \| \| Fahrer \| Fahrer \| Land \| Team \| Zeit \| \| ------------- \| -------------------- \| ------------------ \| ------------------------------- \| ---------------- \| \| 1. \| Lance Armstrong \| Vereinigte Staaten \| US Postal Service-Berry Floor \| 83 h 41 min 12 s \| \| 2. \| Jan Ullrich \| Deutschland \| Team Bianchi \| + 1 min 16 s \| \| 3. \| Alexander Winokurow \| Kasachstan \| Telekom \| + 4 min 29 s \| \| 4. \| Tyler Hamilton \| Vereinigte Staaten \| CSC \| + 6 min 32 s \| \| 5. \| Haimar Zubeldia \| Spanien \| Euskaltel-Euskadi \| + 7 min 06 s \| \| 6. \| Iban Mayo \| Spanien \| Euskaltel-Euskadi \| + 7 min 21 s \| \| 7. \| Ivan Basso \| Italien \| Fassa Bortolo \| + 10 min 12 s \| \| 8. \| Christophe Moreau \| Frankreich \| Crédit Agricole \| + 12 min 43 s \| \| 9. \| Carlos Sastre \| Spanien \| CSC \| + 18 min 49 s \| \| 10. \| Francisco Mancebo \| Spanien \| iBanesto.com \| + 19 min 30 s \| \| 11. \| Denis Menschow \| Russland \| iBanesto.com \| + 19 min 44 s \| \| 12. \| Georg Totschnig \| Österreich \| Gerolsteiner \| + 21 min 32 s \| \| 13. \| Peter Luttenberger \| Österreich \| CSC \| + 22 min 16 s \| \| 14. \| Manuel Beltrán \| Spanien \| US Postal Service-Berry Floor \| + 23 min 03 s \| \| 15. \| Massimiliano Lelli \| Italien \| Cofidis-Le Crédit par Téléphone \| + 24 min 00 s \| \| 16. \| Richard Virenque \| Frankreich \| Quick Step-Davitamon \| + 25 min 31 s \| \| 17. \| Jörg Jaksche \| Deutschland \| ONCE-Eroski \| + 27 min 22 s \| \| 18. \| Roberto Laiseka \| Spanien \| Euskaltel-Euskadi \| + 59 min 15 s \| \| 19. \| José Luis Rubiera \| Spanien \| US Postal Service-Berry Floor \| + 59 min 37 s \| \| 20. \| Didier Rous \| Frankreich \| Brioches La Boulangère \| + 30 min 14 s \| \| 21. \| Laurent Dufaux \| Schweiz \| Alessio \| + 33 min 17 s \| \| 22. \| David Plaza \| Spanien \| Team Bianchi \| + 45 min 55 s \| \| 23. \| Félix García Casas \| Spanien \| Team Bianchi \| + 47 min 07 s \| \| 24. \| Alexander Botscharow \| Russland \| AG2R Prévoyance \| + 49 min 47 s \| \| 25. \| Daniele Nardello \| Italien \| Telekom \| + 53 min 14 s \| |                      |                    |                                 |                  |
| |                      |                    |                                 |                  |
| Quelle: ProCyclingStats |                      |                    |                                 |                  |
| Gesamtwertung |                      |                    |                                 |                  |
| Fahrer | Fahrer               | Land               | Team                            | Zeit             |
| 1. | Lance Armstrong      | Vereinigte Staaten | US Postal Service-Berry Floor   | 83 h 41 min 12 s |
| 2. | Jan Ullrich          | Deutschland        | Team Bianchi                    | + 1 min 16 s     |
| 3. | Alexander Winokurow  | Kasachstan         | Telekom                         | + 4 min 29 s     |
| 4. | Tyler Hamilton       | Vereinigte Staaten | CSC                             | + 6 min 32 s     |
| 5. | Haimar Zubeldia      | Spanien            | Euskaltel-Euskadi               | + 7 min 06 s     |
| 6. | Iban Mayo            | Spanien            | Euskaltel-Euskadi               | + 7 min 21 s     |
| 7. | Ivan Basso           | Italien            | Fassa Bortolo                   | + 10 min 12 s    |
| 8. | Christophe Moreau    | Frankreich         | Crédit Agricole                 | + 12 min 43 s    |
| 9. | Carlos Sastre        | Spanien            | CSC                             | + 18 min 49 s    |
| 10. | Francisco Mancebo    | Spanien            | iBanesto.com                    | + 19 min 30 s    |
| 11. | Denis Menschow       | Russland           | iBanesto.com                    | + 19 min 44 s    |
| 12. | Georg Totschnig      | Österreich         | Gerolsteiner                    | + 21 min 32 s    |
| 13. | Peter Luttenberger   | Österreich         | CSC                             | + 22 min 16 s    |
| 14. | Manuel Beltrán       | Spanien            | US Postal Service-Berry Floor   | + 23 min 03 s    |
| 15. | Massimiliano Lelli   | Italien            | Cofidis-Le Crédit par Téléphone | + 24 min 00 s    |
| 16. | Richard Virenque     | Frankreich         | Quick Step-Davitamon            | + 25 min 31 s    |
| 17. | Jörg Jaksche         | Deutschland        | ONCE-Eroski                     | + 27 min 22 s    |
| 18. | Roberto Laiseka      | Spanien            | Euskaltel-Euskadi               | + 59 min 15 s    |
| 19. | José Luis Rubiera    | Spanien            | US Postal Service-Berry Floor   | + 59 min 37 s    |
| 20. | Didier Rous          | Frankreich         | Brioches La Boulangère          | + 30 min 14 s    |
| 21. | Laurent Dufaux       | Schweiz            | Alessio                         | + 33 min 17 s    |
| 22. | David Plaza          | Spanien            | Team Bianchi                    | + 45 min 55 s    |
| 23. | Félix García Casas   | Spanien            | Team Bianchi                    | + 47 min 07 s    |
| 24. | Alexander Botscharow | Russland           | AG2R Prévoyance                 | + 49 min 47 s    |
| 25. | Daniele Nardello     | Italien            | Telekom                         | + 53 min 14 s    |

### Punktewertung
| Punktewertung | Punktewertung      | Punktewertung | Punktewertung          | Punktewertung |
| Fahrer        | Fahrer             | Land          | Team                   | Punkte        |
| ------------- | ------------------ | ------------- | ---------------------- | ------------- |
| 1.            | Baden Cooke        | Australien    | Fdjeux.com             | 216 P.        |
| 2.            | Robbie McEwen      | Australien    | Lotto-Domo             | 214 P.        |
| 3.            | Erik Zabel         | Deutschland   | Telekom                | 188 P.        |
| 4.            | Thor Hushovd       | Norwegen      | Crédit Agricole        | 173 P.        |
| 5.            | Luca Paolini       | Italien       | Quick Step-Davitamon   | 156 P.        |
| 6.            | Jean-Patrick Nazon | Frankreich    | Jean Delatour          | 154 P.        |
| 7.            | Stuart O’Grady     | Australien    | Crédit Agricole        | 153 P.        |
| 8.            | Fabrizio Guidi     | Italien       | Team Bianchi           | 122 P.        |
| 9.            | Jan Ullrich        | Deutschland   | Team Bianchi           | 112 P.        |
| 10.           | Damien Nazon       | Frankreich    | Brioches La Boulangère | 107 P.        |

### Bergwertung
| Bergwertung | Bergwertung         | Bergwertung        | Bergwertung                   | Bergwertung |
| Fahrer      | Fahrer              | Land               | Team                          | Punkte      |
| ----------- | ------------------- | ------------------ | ----------------------------- | ----------- |
| 1.          | Richard Virenque    | Frankreich         | Quick Step-Davitamon          | 324 P.      |
| 2.          | Laurent Dufaux      | Schweiz            | Alessio                       | 187 P.      |
| 3.          | Lance Armstrong     | Vereinigte Staaten | US Postal Service-Berry Floor | DSQ         |
| 4.          | Christophe Moreau   | Frankreich         | Crédit Agricole               | 137 P.      |
| 5.          | Juan Miguel Mercado | Spanien            | iBanesto.com                  | 136 P.      |
| 6.          | Iban Mayo           | Spanien            | Euskaltel-Euskadi             | 130 P.      |
| 7.          | Haimar Zubeldia     | Spanien            | Euskaltel-Euskadi             | 125 P.      |
| 8.          | Jan Ullrich         | Deutschland        | Team Bianchi                  | 124 P.      |
| 9.          | Tyler Hamilton      | Vereinigte Staaten | CSC                           | 116 P.      |
| 10.         | Paolo Bettini       | Italien            | Quick Step-Davitamon          | 100 P.      |

### Nachwuchswertung
| Nachwuchswertung | Nachwuchswertung    | Nachwuchswertung | Nachwuchswertung       | Nachwuchswertung  |
| Fahrer           | Fahrer              | Land             | Team                   | Zeit              |
| ---------------- | ------------------- | ---------------- | ---------------------- | ----------------- |
| 1.               | Denis Menschow      | Russland         | iBanesto.com           | 84 h 00 min 56 s  |
| 2.               | Mikel Astarloza     | Spanien          | AG2R Prévoyance        | + 42 min 29 s     |
| 3.               | Juan Miguel Mercado | Spanien          | iBanesto.com           | + 1 h 02 min 48 s |
| 4.               | Sylvain Chavanel    | Frankreich       | Brioches La Boulangère | + 1 h 05 min 17 s |
| 5.               | Andy Flickinger     | Frankreich       | AG2R Prévoyance        | + 1 h 09 min 09 s |
| 6.               | Michael Rogers      | Australien       | Quick Step-Davitamon   | + 1 h 17 min 44 s |
| 7.               | Matthias Kessler    | Deutschland      | Telekom                | + 1 h 25 min 33 s |
| 8.               | Jewgeni Petrow      | Russland         | iBanesto.com           | + 1 h 32 min 19 s |
| 9.               | Jérôme Pineau       | Frankreich       | Brioches La Boulangère | + 1 h 51 min 49 s |
| 10.              | Franco Pellizotti   | Italien          | Alessio                | + 2 h 01 min 08 s |

### Mannschaftswertung
| Mannschaftswertung | Mannschaftswertung              | Mannschaftswertung | Mannschaftswertung |
| Team               | Team                            | Land               | Zeit               |
| ------------------ | ------------------------------- | ------------------ | ------------------ |
| 1.                 | CSC                             | Dänemark           | 248 h 18 min 18 s  |
| 2.                 | iBanesto.com                    | Spanien            | + 21 min 46 s      |
| 3.                 | Euskaltel-Euskadi               | Spanien            | + 44 min 59 s      |
| 4.                 | US Postal Service-Berry Floor   | Vereinigte Staaten | + 45 min 53 s      |
| 5.                 | Team Bianchi                    | Deutschland        | + 1 h 12 min 40 s  |
| 6.                 | Telekom                         | Deutschland        | + 1 h 38 min 45 s  |
| 7.                 | Quick Step-Davitamon            | Belgien            | + 2 h 02 min 17 s  |
| 8.                 | Brioches La Boulangère          | Frankreich         | + 2 h 02 min 36 s  |
| 9.                 | AG2R Prévoyance                 | Frankreich         | + 2 h 08 min 06 s  |
| 10.                | Cofidis-Le Crédit par Téléphone | Frankreich         | + 2 h 08 min 56 s  |

## Teilnehmer
| Nr. | Land               | Name                 | Platz |
| --- | ------------------ | -------------------- | ----- |
| 1   | Vereinigte Staaten | Lance Armstrong      | 1     |
| 2   | Spanien            | Roberto Heras        | 34    |
| 3   | Spanien            | Manuel Beltrán       | 14    |
| 4   | Russland           | Wjatscheslaw Jekimow | 76    |
| 5   | Vereinigte Staaten | George Hincapie      | 47    |
| 6   | Vereinigte Staaten | Floyd Landis         | 77    |
| 7   | Tschechien         | Pavel Padrnos        | 102   |
| 8   | Kolumbien          | Víctor Hugo Peña     | 88    |
| 9   | Spanien            | José Luis Rubiera    | 19    |

| Nr. | Land        | Name                     | Platz |
| --- | ----------- | ------------------------ | ----- |
| 11  | Spanien     | Joseba Beloki            | A 9.  |
| 12  | Tschechien  | René Andrle              | 83    |
| 13  | Portugal    | José Azevedo             | 26    |
| 14  | Spanien     | Álvaro González Galdeano | 122   |
| 15  | Deutschland | Jörg Jaksche             | 17    |
| 16  | Spanien     | Isidro Nozal             | 72    |
| 17  | Spanien     | Mikel Pradera            | 58    |
| 18  | Spanien     | Marcos Serrano           | 68    |
| 19  | Spanien     | Ángel Vicioso            | NA 6. |

| Nr. | Land        | Name                | Platz  |
| --- | ----------- | ------------------- | ------ |
| 21  | Kolumbien   | Santiago Botero     | NA 18. |
| 22  | Belgien     | Mario Aerts         | 89     |
| 23  | Deutschland | Rolf Aldag          | 94     |
| 24  | Italien     | Giuseppe Guerini    | 35     |
| 25  | Deutschland | Matthias Kessler    | 49     |
| 26  | Deutschland | Andreas Klöden      | A 9.   |
| 27  | Italien     | Daniele Nardello    | 25     |
| 28  | Kasachstan  | Alexander Winokurow | 3      |
| 29  | Deutschland | Erik Zabel          | 107    |

| Nr. | Land     | Name                       | Platz |
| --- | -------- | -------------------------- | ----- |
| 31  | Spanien  | Francisco Mancebo          | 10    |
| 32  | Spanien  | Juan Antonio Flecha        | 104   |
| 33  | Spanien  | José Vicente García Acosta | 125   |
| 34  | Russland | Wladimir Karpez            | 100   |
| 35  | Spanien  | Pablo Lastras              | 67    |
| 36  | Russland | Denis Menschow             | 11    |
| 37  | Spanien  | Juan Miguel Mercado        | 36    |
| 38  | Russland | Jewgeni Petrow             | 53    |
| 39  | Spanien  | Xabier Zandio              | 51    |

| Nr. | Land               | Name             | Platz |
| --- | ------------------ | ---------------- | ----- |
| 41  | Vereinigte Staaten | Levi Leipheimer  | NA 2. |
| 42  | Niederlande        | Michael Boogerd  | 32    |
| 43  | Niederlande        | Bram de Groot    | 99    |
| 44  | Spanien            | Óscar Freire     | 96    |
| 45  | Sudafrika          | Robert Hunter    | A 14. |
| 46  | Niederlande        | Marc Lotz        | NA 2. |
| 47  | Deutschland        | Grischa Niermann | 28    |
| 48  | Belgien            | Marc Wauters     | 115   |
| 49  | Niederlande        | Remmert Wielinga | A 16. |

| Nr. | Land        | Name                 | Platz |
| --- | ----------- | -------------------- | ----- |
| 51  | Italien     | Gilberto Simoni      | 84    |
| 52  | Italien     | Leonardo Bertagnolli | A 15. |
| 53  | Italien     | Salvatore Commesso   | 81    |
| 54  | Italien     | Danilo Di Luca       | A 13. |
| 55  | Italien     | Paolo Fornaciari     | 112   |
| 56  | Osterreich  | Gerrit Glomser       | 64    |
| 57  | Deutschland | Jörg Ludewig         | 38    |
| 58  | Italien     | Fabio Sacchi         | 60    |
| 59  | Italien     | Stefano Zanini       | A 9.  |

| Nr. | Land                   | Name                 | Platz |
| --- | ---------------------- | -------------------- | ----- |
| 61  | Vereinigtes Konigreich | David Millar         | 55    |
| 62  | Frankreich             | Médéric Clain        | 105   |
| 63  | Spanien                | Íñigo Cuesta         | 127   |
| 64  | Frankreich             | Philippe Gaumont     | 124   |
| 65  | Italien                | Massimiliano Lelli   | 15    |
| 66  | Frankreich             | David Moncoutié      | 43    |
| 67  | Spanien                | Luis Pérez Rodríguez | A 7.  |
| 68  | Italien                | Guido Trentin        | 63    |
| 69  | Frankreich             | Cédric Vasseur       | 97    |

| Nr. | Land               | Name               | Platz |
| --- | ------------------ | ------------------ | ----- |
| 71  | Vereinigte Staaten | Tyler Hamilton     | 4     |
| 72  | Danemark           | Michael Blaudzun   | 45    |
| 73  | Frankreich         | Nicolas Jalabert   | 106   |
| 74  | Danemark           | Bekim Christensen  | 120   |
| 75  | Osterreich         | Peter Luttenberger | 13    |
| 76  | Italien            | Andrea Peron       | 54    |
| 77  | Danemark           | Jakob Piil         | 113   |
| 78  | Spanien            | Carlos Sastre      | 9     |
| 79  | Danemark           | Nicki Sørensen     | 44    |

| Nr. | Land    | Name                   | Platz |
| --- | ------- | ---------------------- | ----- |
| 81  | Italien | Ivan Basso             | 7     |
| 82  | Italien | Marzio Bruseghin       | 66    |
| 83  | Italien | Dario Cioni            | 79    |
| 84  | Spanien | Aitor González Jiménez | NA 8. |
| 85  | Ukraine | Wolodymyr Hustow       | NA 8. |
| 86  | Italien | Nicola Loda            | A 8.  |
| 87  | Schweiz | Sven Montgomery        | NA 8. |
| 88  | Italien | Alessandro Petacchi    | A 7.  |
| 89  | Italien | Marco Velo             | A 7.  |

| Nr. | Land       | Name              | Platz  |
| --- | ---------- | ----------------- | ------ |
| 91  | Frankreich | Sandy Casar       | 111    |
| 92  | Frankreich | Jimmy Casper      | A 9.   |
| 93  | Australien | Baden Cooke       | 140    |
| 94  | Frankreich | Carlos Da Cruz    | 93     |
| 95  | Frankreich | Nicolas Fritsch   | 78     |
| 96  | Australien | Bradley McGee     | 133    |
| 97  | Frankreich | Christophe Mengin | 110    |
| 98  | Frankreich | Nicolas Vogondy   | 117    |
| 99  | Australien | Matthew Wilson    | ZÜ 11. |

| Nr. | Land      | Name                    | Platz |
| --- | --------- | ----------------------- | ----- |
| 101 | Spanien   | José Ignacio Gutiérrez  | A 8.  |
| 102 | Spanien   | José Enrique Gutiérrez  | 41    |
| 103 | Spanien   | David Latasa            | 73    |
| 104 | Spanien   | Jesús Manzano           | A 7.  |
| 105 | Spanien   | David Muñoz             | 139   |
| 106 | Kolumbien | Iván Parra              | 46    |
| 107 | Spanien   | Javier Pascual Llorente | 27    |
| 108 | Spanien   | Toni Tauler             | A 8.  |
| 109 | Spanien   | Julian Usano            | 142   |

| Nr. | Land        | Name               | Platz |
| --- | ----------- | ------------------ | ----- |
| 111 | Italien     | Paolo Bettini      | 48    |
| 112 | Ungarn      | László Bodrogi     | 108   |
| 113 | Italien     | Davide Bramati     | 126   |
| 114 | Spanien     | David Cañada       | 56    |
| 115 | Niederlande | Servais Knaven     | 123   |
| 116 | Italien     | Luca Paolini       | 69    |
| 117 | Australien  | Michael Rogers     | 42    |
| 118 | Belgien     | Kurt Van De Wouwer | 62    |
| 119 | Frankreich  | Richard Virenque   | 16    |

| Nr. | Land        | Name              | Platz  |
| --- | ----------- | ----------------- | ------ |
| 121 | Frankreich  | Christophe Moreau | 8      |
| 122 | Frankreich  | Stéphane Augé     | ZÜ 11. |
| 123 | Frankreich  | Pierrick Fédrigo  | A 14.  |
| 124 | Frankreich  | Sébastien Hinault | 138    |
| 125 | Norwegen    | Thor Hushovd      | 118    |
| 126 | Frankreich  | Lilian Jégou      | A 9.   |
| 127 | Australien  | Stuart O’Grady    | 90     |
| 128 | Frankreich  | Benoît Poilvet    | 109    |
| 129 | Deutschland | Jens Voigt        | A 11.  |

| Nr. | Land        | Name               | Platz |
| --- | ----------- | ------------------ | ----- |
| 131 | Deutschland | Jan Ullrich        | 2     |
| 132 | Deutschland | Daniel Becke       | 145   |
| 133 | Spanien     | Ángel Luis Casero  | 57    |
| 134 | Spanien     | Félix García Casas | 23    |
| 135 | Spanien     | Aitor Garmendia    | 70    |
| 136 | Italien     | Fabrizio Guidi     | 103   |
| 137 | Deutschland | Thomas Liese       | 136   |
| 138 | Spanien     | David Plaza        | 22    |
| 139 | Deutschland | Tobias Steinhauser | A 11. |

| Nr. | Land        | Name              | Platz  |
| --- | ----------- | ----------------- | ------ |
| 141 | Australien  | Robbie McEwen     | 143    |
| 142 | Belgien     | Serge Baguet      | 86     |
| 143 | Belgien     | Christophe Brandt | 52     |
| 144 | Belgien     | Hans De Clercq    | 147    |
| 145 | Australien  | Nick Gates        | A 16.  |
| 146 | Belgien     | Axel Merckx       | ZÜ 16. |
| 147 | Niederlande | Koos Moerenhout   | 128    |
| 148 | Niederlande | Léon van Bon      | 132    |
| 149 | Belgien     | Rik Verbrugghe    | A 14.  |

| Nr. | Land       | Name                 | Platz |
| --- | ---------- | -------------------- | ----- |
| 151 | Frankreich | Laurent Brochard     | 33    |
| 152 | Spanien    | Mikel Astarloza      | 29    |
| 153 | Russland   | Alexander Botscharow | 24    |
| 154 | Spanien    | Íñigo Chaurreau      | 30    |
| 155 | Frankreich | Andy Flickinger      | 39    |
| 156 | Estland    | Jaan Kirsipuu        | A 7.  |
| 157 | Frankreich | Christophe Oriol     | 121   |
| 158 | Frankreich | Nicolas Portal       | 82    |
| 159 | Frankreich | Ludovic Turpin       | 91    |

| Nr. | Land               | Name              | Platz  |
| --- | ------------------ | ----------------- | ------ |
| 161 | Italien            | Stefano Garzelli  | NA 10. |
| 162 | Italien            | Dario Andriotto   | 144    |
| 163 | Italien            | Paolo Bossoni     | 134    |
| 164 | Slowenien          | Andrej Hauptman   | A 14.  |
| 165 | Italien            | Eddy Mazzoleni    | A 9.   |
| 166 | Italien            | Marco Milesi      | NA 15. |
| 167 | Vereinigte Staaten | Fred Rodriguez    | A 15.  |
| 168 | Lettland           | Romāns Vainšteins | 116    |
| 169 | Schweiz            | Steve Zampieri    | 87     |

| Nr. | Land           | Name                    | Platz  |
| --- | -------------- | ----------------------- | ------ |
| 171 | Spanien        | Iban Mayo               | 6      |
| 172 | Spanien        | Mikel Artetxe           | 80     |
| 173 | Spanien        | David Etxebarria        | ZÜ 12. |
| 174 | Venezuela 1954 | Unai Etxebarria         | ZÜ 12. |
| 175 | Spanien        | Roberto Laiseka         | 18     |
| 176 | Spanien        | Íñigo Landaluze         | 101    |
| 177 | Spanien        | Alberto López de Munain | 98     |
| 178 | Spanien        | Samuel Sánchez          | ZÜ 8.  |
| 179 | Spanien        | Haimar Zubeldia         | 5      |

| Nr. | Land       | Name             | Platz |
| --- | ---------- | ---------------- | ----- |
| 181 | Frankreich | Didier Rous      | 20    |
| 182 | Frankreich | Walter Bénéteau  | 59    |
| 183 | Frankreich | Sylvain Chavanel | 37    |
| 184 | Frankreich | Anthony Geslin   | 114   |
| 185 | Frankreich | Maryan Hary      | 130   |
| 186 | Frankreich | Damien Nazon     | 129   |
| 187 | Frankreich | Jérôme Pineau    | 71    |
| 188 | Frankreich | Franck Renier    | 95    |
| 189 | Frankreich | Thomas Voeckler  | 119   |

| Nr. | Land        | Name             | Platz  |
| --- | ----------- | ---------------- | ------ |
| 191 | Italien     | Davide Rebellin  | A 14.  |
| 192 | Deutschland | Udo Bölts        | 61     |
| 193 | Osterreich  | René Haselbacher | A 14.  |
| 194 | Deutschland | Uwe Peschel      | NA 20. |
| 195 | Deutschland | Olaf Pollack     | A 7.   |
| 196 | Deutschland | Michael Rich     | A 7.   |
| 197 | Deutschland | Torsten Schmidt  | A 13.  |
| 198 | Osterreich  | Georg Totschnig  | 12     |
| 199 | Schweiz     | Markus Zberg     | 92     |

| Nr. | Land     | Name                 | Platz  |
| --- | -------- | -------------------- | ------ |
| 201 | Schweiz  | Laurent Dufaux       | 21     |
| 202 | Italien  | Fabio Baldato        | A 6.   |
| 203 | Italien  | Alessandro Bertolini | 146    |
| 204 | Italien  | Pietro Caucchioli    | NA 13. |
| 205 | Italien  | Raffaele Ferrara     | A 14.  |
| 206 | Italien  | Angelo Furlan        | A 9.   |
| 207 | Kroatien | Vladimir Miholjević  | 50     |
| 208 | Italien  | Andrea Noè           | 74     |
| 209 | Italien  | Franco Pellizotti    | 75     |

| Nr. | Land       | Name                | Platz |
| --- | ---------- | ------------------- | ----- |
| 211 | Frankreich | Patrice Halgand     | 40    |
| 212 | Schweiz    | Pierre Bourquenoud  | A 8.  |
| 213 | Frankreich | Samuel Dumoulin     | 141   |
| 214 | Frankreich | Christophe Edaleine | 131   |
| 215 | Frankreich | Frédéric Finot      | 137   |
| 216 | Frankreich | Stéphane Goubert    | 31    |
| 217 | Ukraine    | Jurij Kriwzow       | 85    |
| 218 | Frankreich | Laurent Lefèvre     | 65    |
| 219 | Frankreich | Jean-Patrick Nazon  | 135   |

A: Aufgabe während der Etappe, NA: nicht zur Etappe angetreten, S: suspendiert/ausgeschlossen, ZÜ: Zeitüberschreitung

## Musik
Anlässlich des Jubiläums der Tour veröffentlichte die Band Kraftwerk das Album "Tour de France Soundtracks".